# Szczur (film)
Szczur – polski film sensacyjny z 1995 roku w reżyserii Jana Łomnickiego. Sequel filmu Wielka wsypa (1992). W głównej roli wystąpił współautor scenariusza Jan Englert. Zdjęcia kręcono w Warszawie.

## Treść
Jarek Bronko popada w finansowe tarapaty. Będąc na skraju bankructwa chwyta się różnych sposobów, by spłacić swych wierzycieli. Na domiar złego popada też w konflikt z rosyjską mafią oraz z UOP–em. W tej beznadziejnej sytuacji schronienie znajduje wśród bezdomnych Dworca Centralnego w Warszawie. Ich przywódca Clochard obdarza Jarka zaufaniem i informuje go, że w sejfie na dworcu schowane są tysiące teczek dawnych współpracowników SB. Jarek zaczyna nimi szantażować obecnych posłów i senatorów.

## Obsada
- Jan Englert – Jarek Bronko vel Branicki
- Marek Kondrat – Nieznajomy
- Zbigniew Buczkowski – oficer UOP
- Paweł Burczyk – niemowa, mieszkaniec podziemia
- Ewa Szykulska – Mamuśka
- Michał Pawlicki – senator, dawny współpracownik SB "Proboszcz"
- Stefan Friedmann – organizator konkursu
- Tomasz Sapryk – mieszkaniec podziemia
- Elżbieta Czyżewska – Małpka
- Mariusz Benoit – Clochard
- Irena Dziedzic – gra siebie
- Ryszard Pietruski – senator, juror konkursu
- Andrzej Grąziewicz – policjant na blokadzie
- Cezary Domagała – członek ekipy realizującej konkurs
- Magdalena Zawadzka – żona Bronki
- Mirosław Zbrojewicz – sokista
- Janusz Bukowski – polityk, dawny współpracownik SB "Borsuk"
- January Brunov – goryl nieznajomego